# Église Saint-Clément de Flottemanville
L'église Saint-Clément de Flottemanville est un édifice catholique qui se dresse sur le territoire de la commune française de Flottemanville, dans le département de la Manche, en région Normandie.
L'église est inscrite aux monuments historiques.

## Localisation
L'église Saint-Clément est isolée, au centre-est du territoire de Flottemanville, à 400 m au nord-ouest du manoir de la Cour, dans le département français de la Manche.

## Historique
Un acte de 1284 stipule que Ranulphe Erquembout abandonne à perpétuité le patronage de l'église de Flottemanville au couvent de la Bienheureuse Marie de Montebourg.

## Description

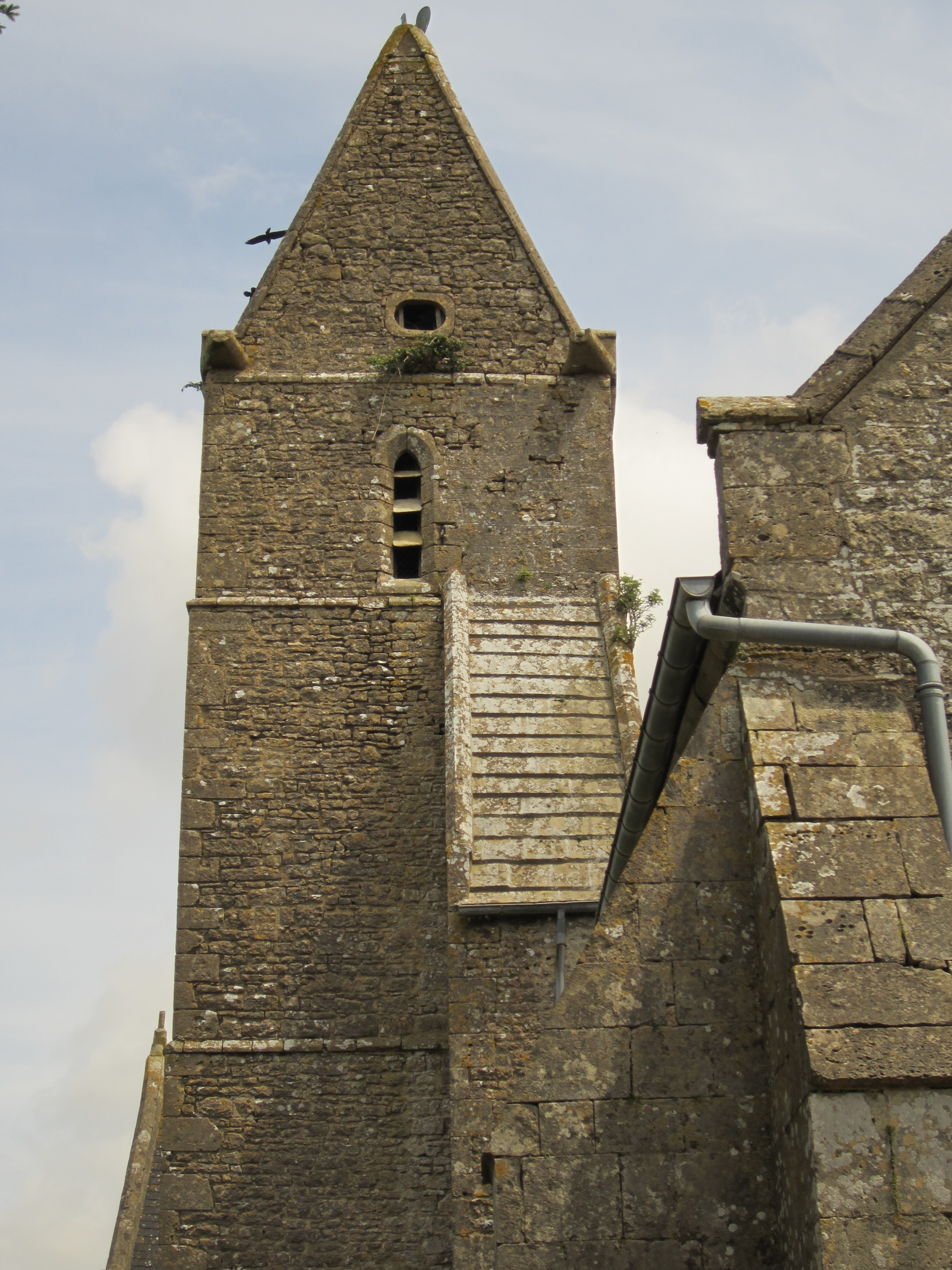
Le clocher en bâtière.
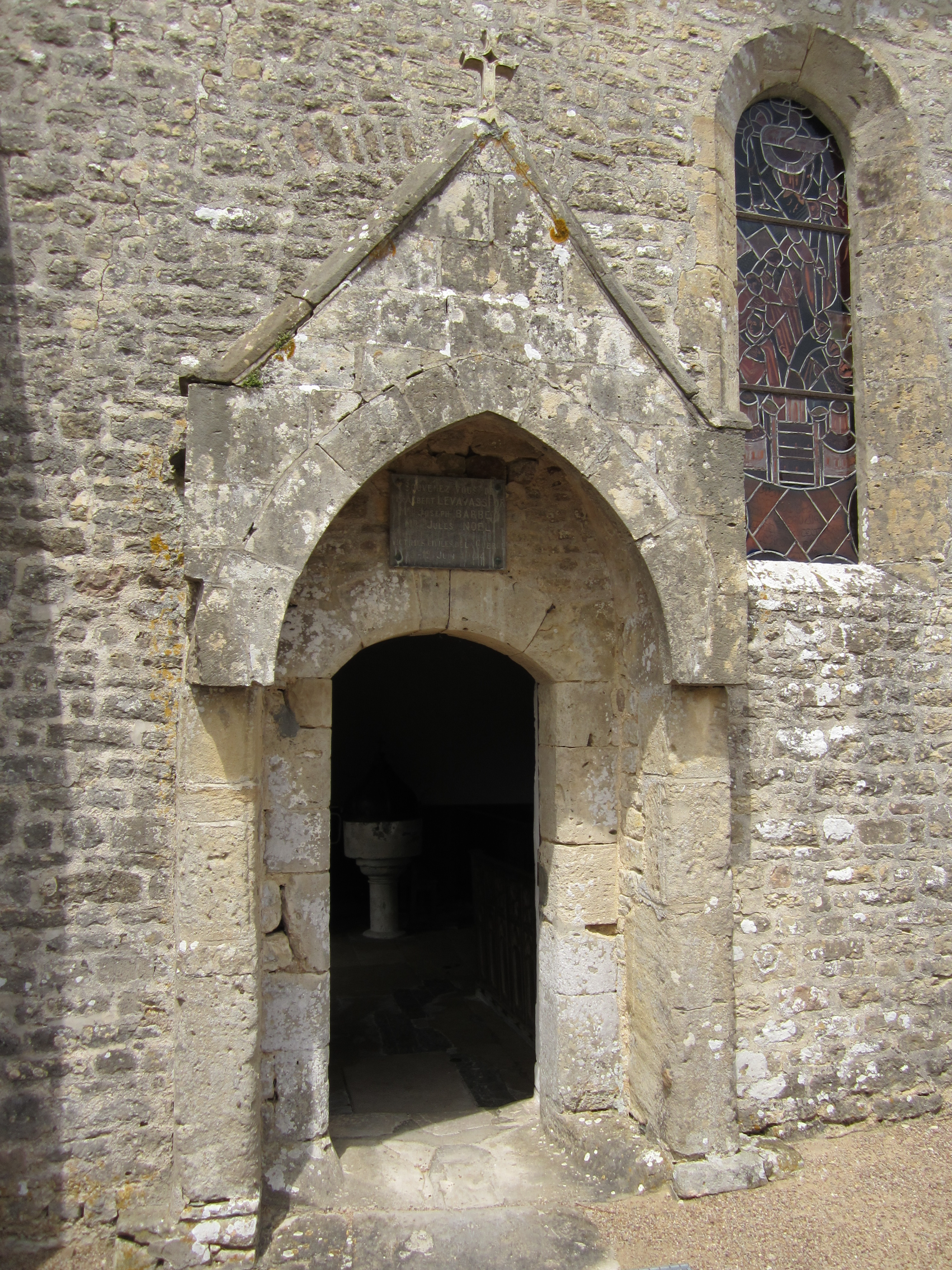
Le portail méridional.
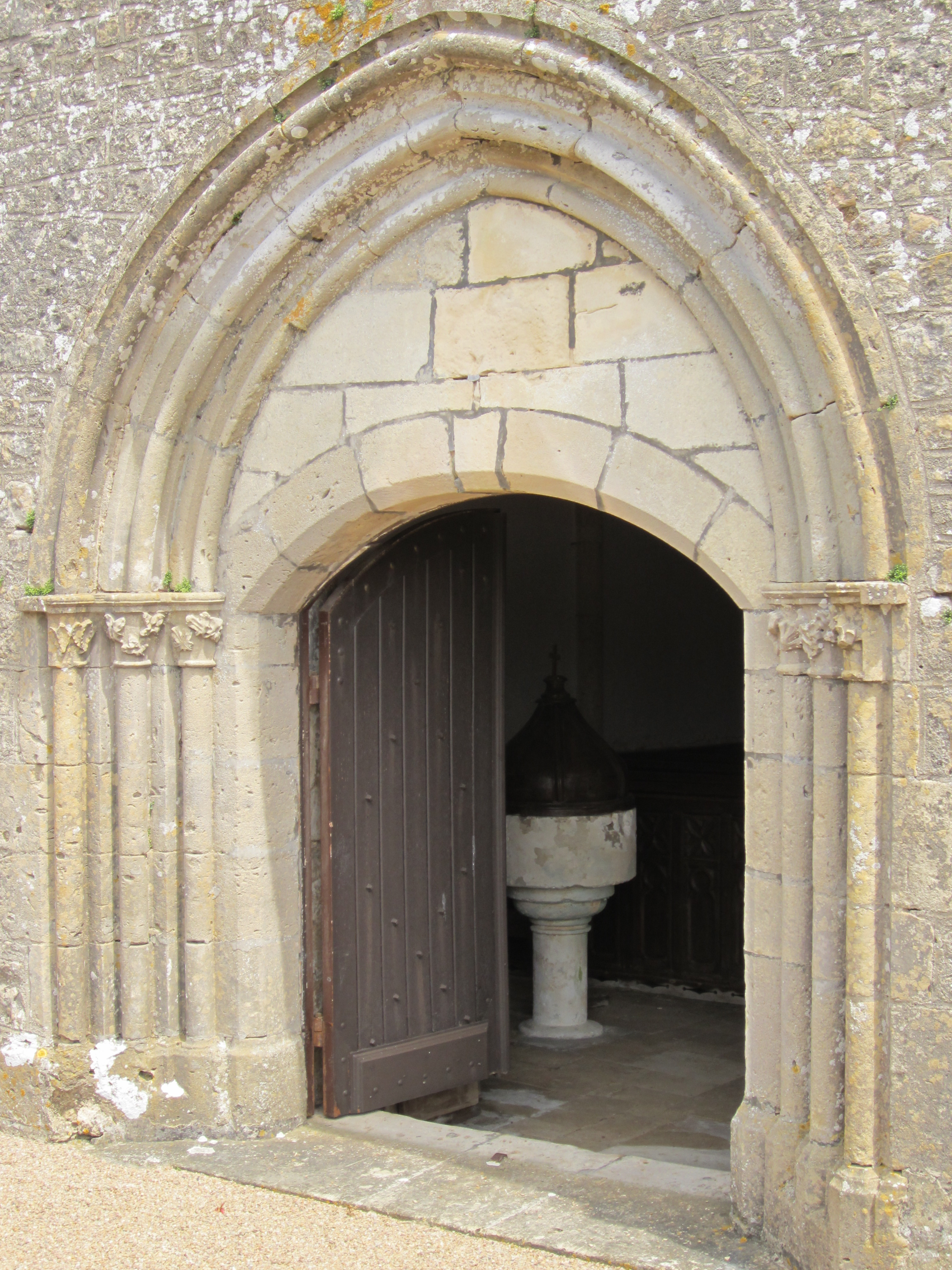
Le portail occidental.
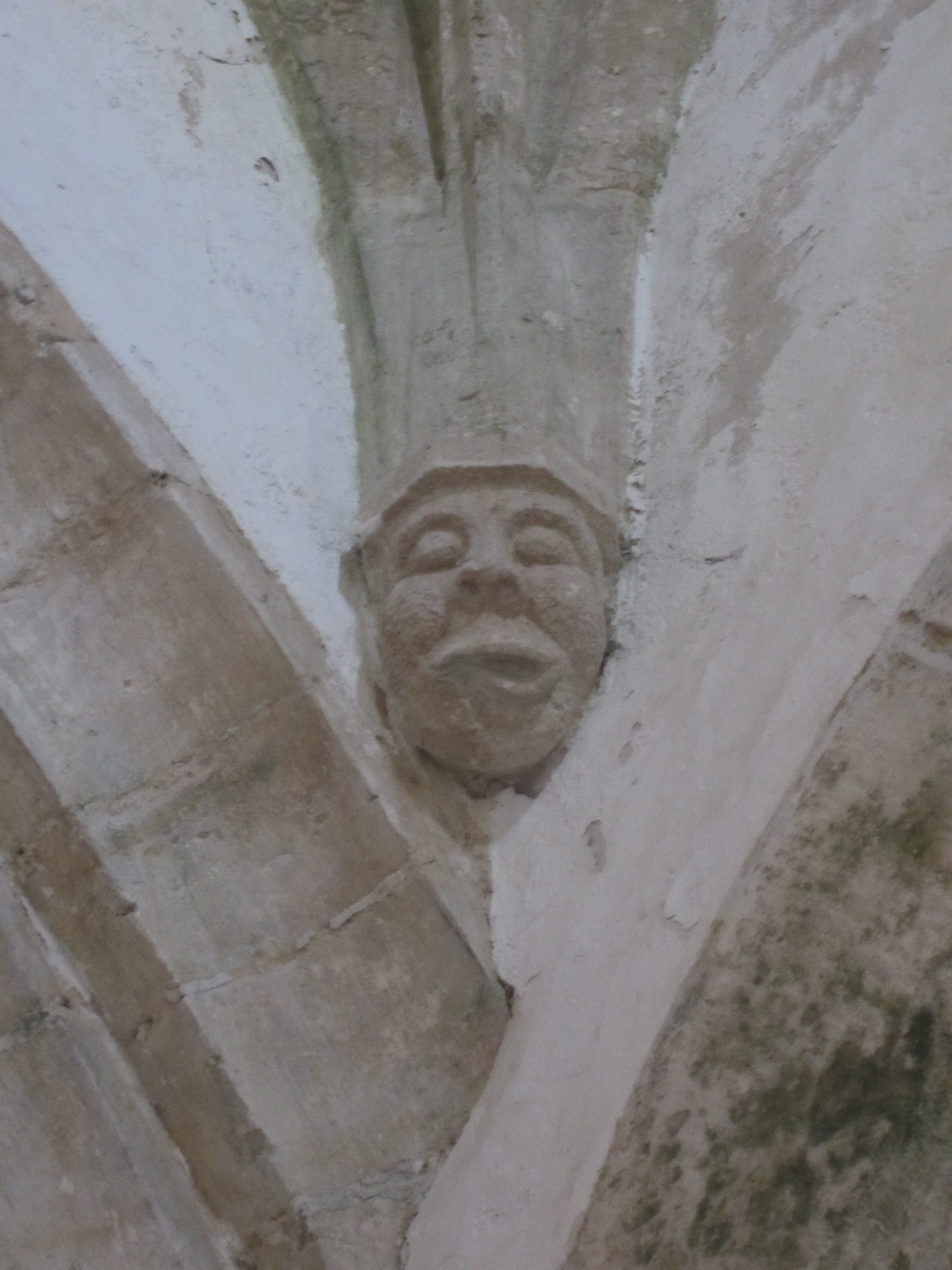
Cul-de-lampe de la tour.
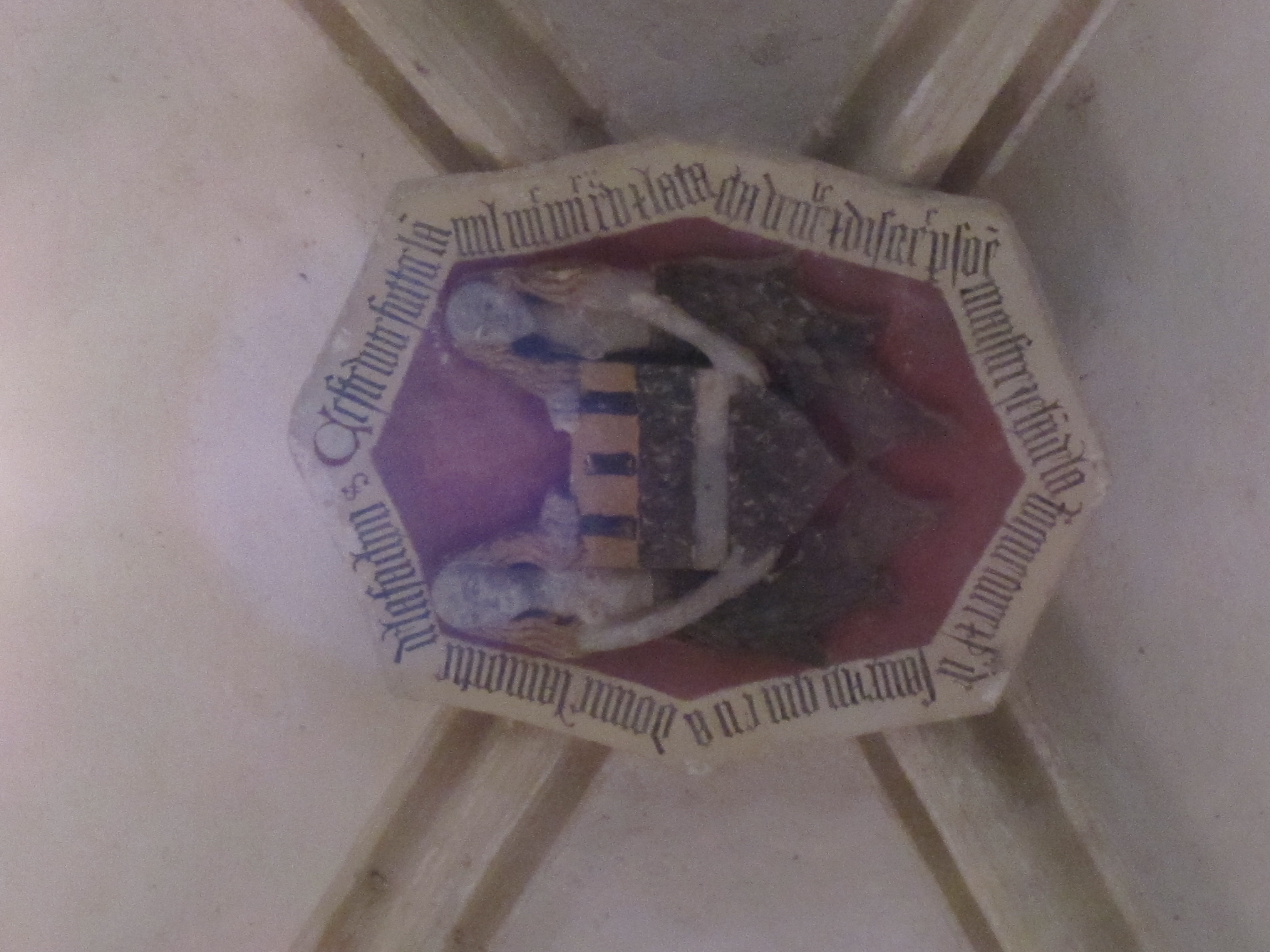
Clé de voute.

## Protection aux monuments historiques
L'église est inscrite au titre des monuments historiques par arrêté du 28 décembre 1978.

## Mobilier
L'église abrite diverses œuvres classées au titre objet aux monuments historiques dont : un maître-autel à baldaquin en bois ciselé (XVIIe siècle), un groupe sculpté (XVIe siècle) dit sainte Jeanne de Chantal, une Vierge à l'Enfant (XIVe siècle), le monument funéraire de Françoise Longaunay († 1597), épouse de Guillaume de Pierrepont (2e moitié du XVIe siècle), une statue de sainte Catherine d'Alexandrie (XVIe siècle), ainsi que des œuvres inscrite : verrières : calvaire (XIXe siècle) et douze verrières (XXe siècle) vie de saint Laurent.
Sont également conservées des statues de saint Claude et saint Clément (XVe siècle).

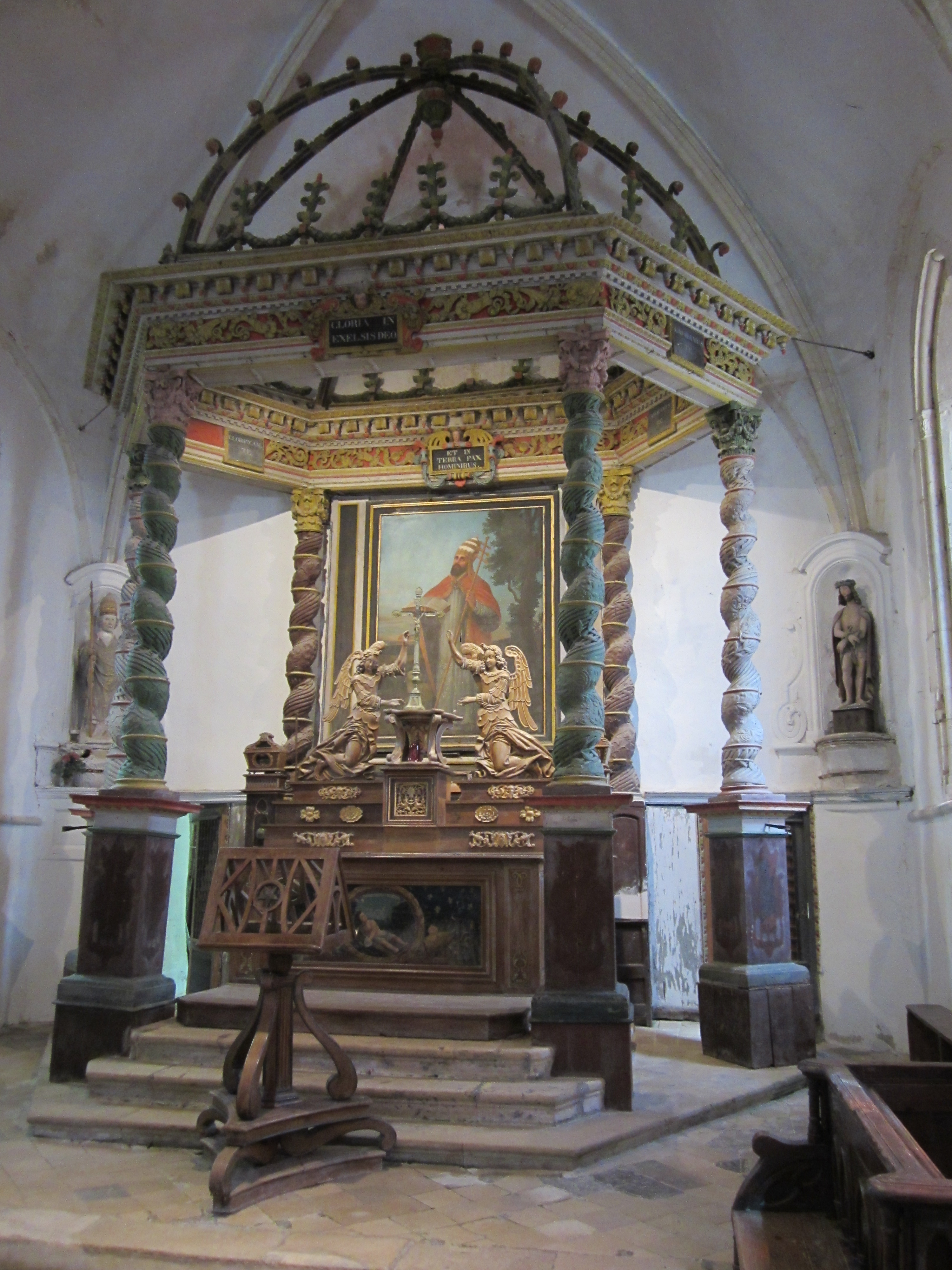
Le baldaquin et le maitre-autel.
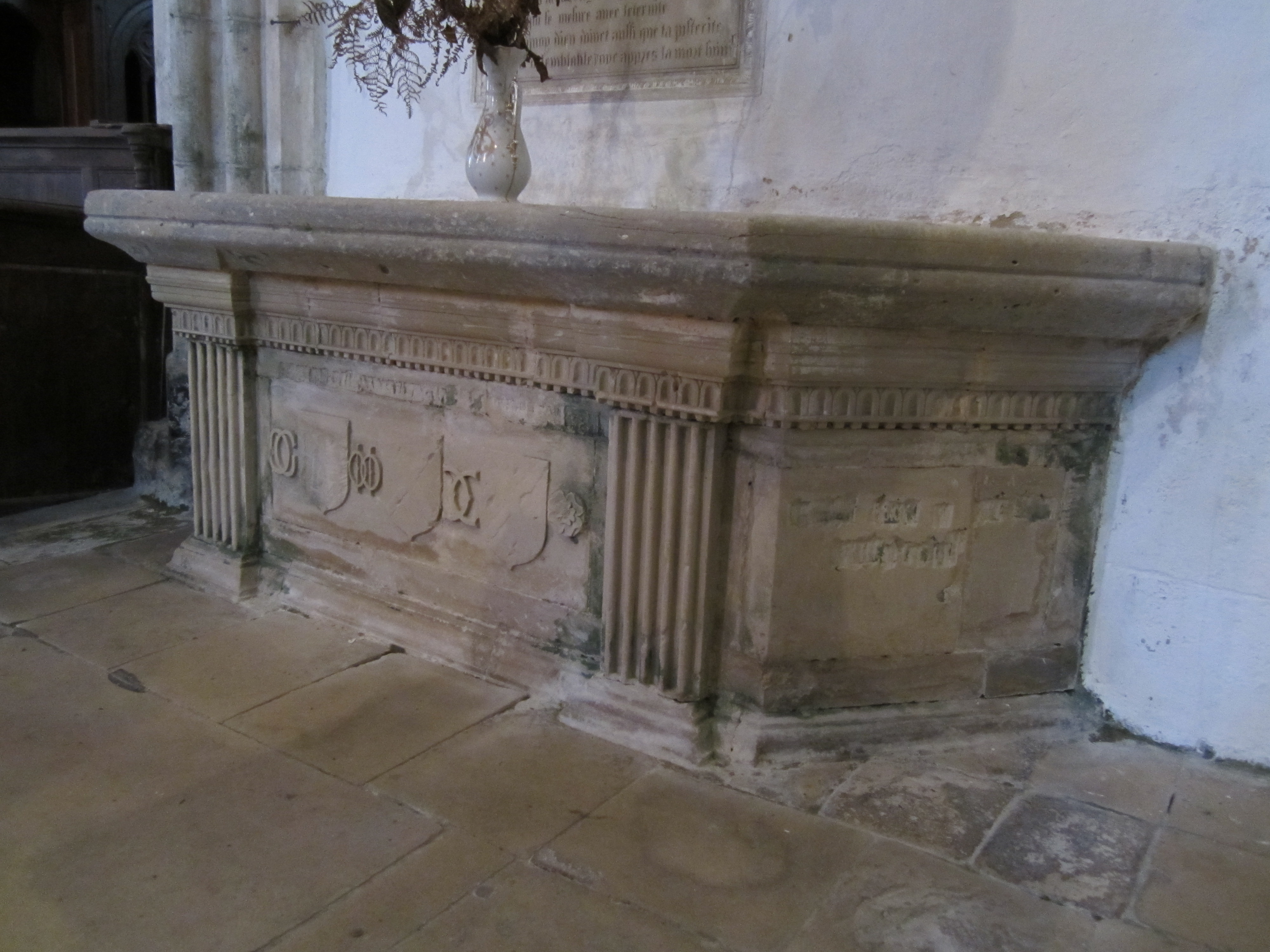
Le monument funéraire de Françoise de Longaunay.
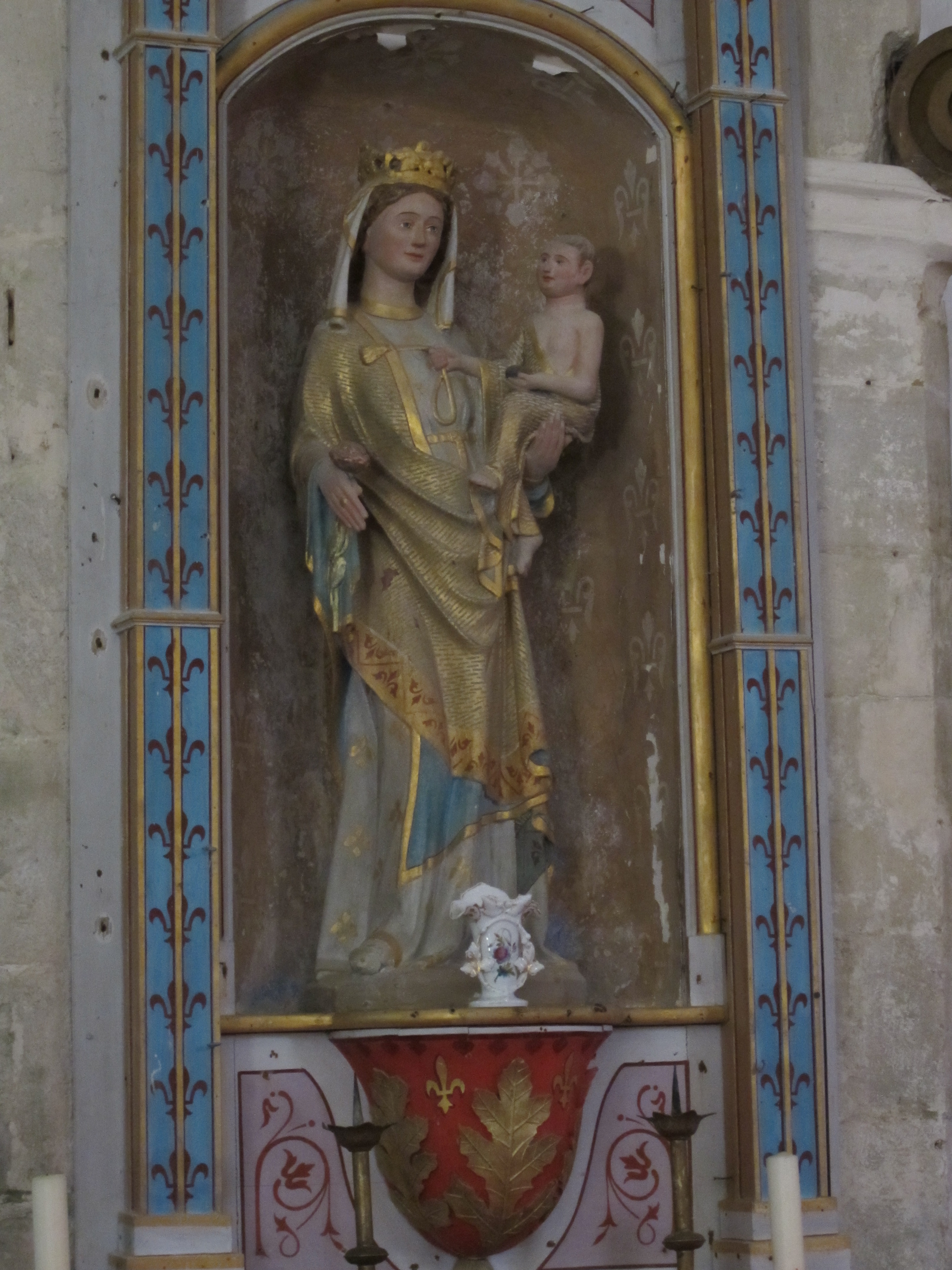
La Vierge à l'Enfant.
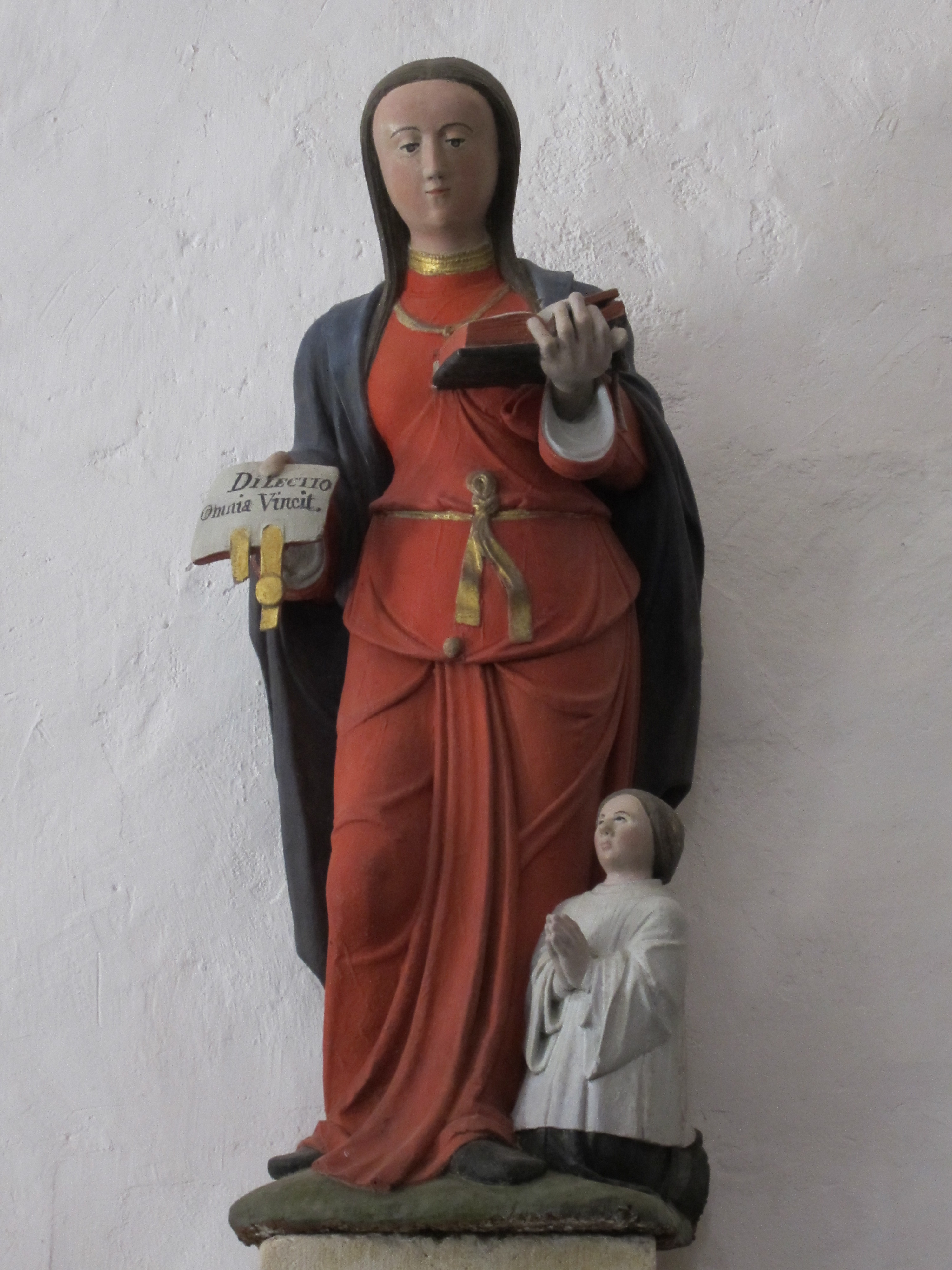
La statue de sainte Jeanne de Chantal.
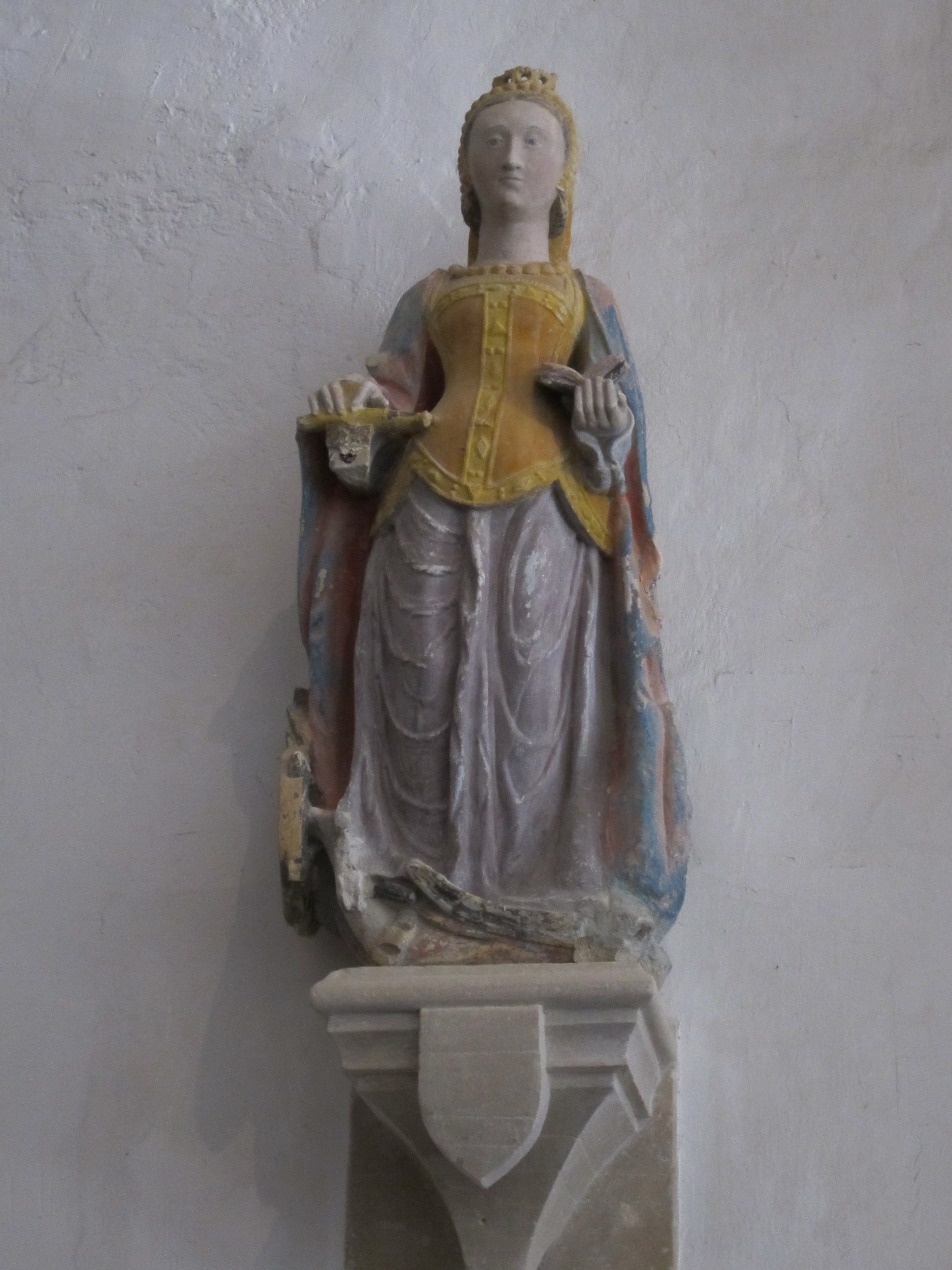
La statue de sainte Catherine d'Alexandrie.